# Пакет програмного забезпечення
Пакет програмного забезпечення (англ. software package) — набір програм, призначених для розв'язання задач певного класу. Можуть випускатись як одним розробником, так і різними розробниками.

## Види
- Офісне програмні забезпечення для роботи з документами, скануванням, друкуванням, розпізнаванням, перевіркою правопису.
- Програмне забезпечення для роботи із відео та звуком
- Програмне забезпечення для роботи з графікою, де в одному пакеті можуть йти як растрові так і векторні редактори, конвертери, фільтри і т.д.
- Програмне забезпечення для розробки, яке включає IDE, емулятори, сервери, та програмні засоби для тестування коду

## Особливості

### Переваги
- Менше витрат, ніж покупка окремих програм
- Використовують схожий графічний інтерфейс
- Працюють разом, взаємодоповнюючи функціонал, використовують спільні бібліотеки, довідку і т.п.
- Розширення навчання користувача на основі отриманих знань з суміжних продуктів

### Недоліки
- Всі функції не використовуються
- Займають багато місця на жорсткому диску
- Великі витрати розробника на підтримку